# Ryan Den Drijver
Ryan Den Drijver (ur. 20 marca 1986 w Goudzie) – holenderski wioślarz.

## Osiągnięcia
- Mistrzostwa Świata U-23 – Glasgow 2007 – ósemka – 10. miejsce[1].
- Mistrzostwa Świata – Linz 2008 – ósemka wagi lekkiej – 3. miejsce[1].
- Mistrzostwa Świata – Poznań 2009 – ósemka wagi lekkiej – 3. miejsce[1].